# Complexe du Sultan Barquq
Le Complexe du Sultan Barquq est une mosquée du vendredi, une madrassa, un khanqah et un mausolée mamelouk au Caire en Égypte. L’édifice fut complété en 1386 pour le sultan Barquq. 
L’historien Ahmad al-Maqrîzî décrit ce monument. L’émir Jarkas al-Khalili supervisa la construction tandis que l’architecte en chef (mu’allim) était Ahmad al-Tuluni.

## Voir également
- Architecture mamelouke

## Référence
- (en) D. Behrens-Abouseif, Cairo of the Mamluks, Ed. I.B.Tauris, 2007, p. 225.